# Blangy-Tronville
Blangy-Tronville település Franciaországban, Somme megyében. Lakosainak száma 623 fő (2022. január 1.). Blangy-Tronville Aubigny, Boves, Cachy, Daours, Gentelles, Glisy, Lamotte-Brebière és Vecquemont községekkel határos.

## Népesség
A település népességének változása:
| Lakosok száma | 555  | 543  | 563  | 563  | 573  | 622  | 629  | 633  | 623  |
|               | 2013 | 2015 | 2016 | 2017 | 2018 | 2019 | 2020 | 2021 | 2022 |